# Webster (Carolina do Norte)
Webster é uma cidade  localizada no estado norte-americano de Carolina do Norte, no Condado de Jackson.

## Demografia
Segundo o censo norte-americano de 2000, a sua população era de 486 habitantes.
Em 2006, foi estimada uma população de 439, um decréscimo de 47 (-9.7%).

## Geografia
De acordo com o United States Census Bureau tem uma área de
4,2 km², dos quais 4,2 km² cobertos por terra e 0,0 km² cobertos por água.

## Localidades na vizinhança
O diagrama seguinte representa as localidades num raio de 24 km ao redor de Webster.